# Somers Clarke
Somers Clarke est un architecte et égyptologue anglais né à Brighton en 1841 et mort en Égypte en 1926. 

## Biographie
Somers Clarke travaille sur de nombreux sites en Égypte, notamment à Qasr al Wizz, et à El Kab où il fait construire une maison, qui est aujourd'hui la maison de fouilles des Belges.

## Publications
- Édouard Naville et Somers Clarke, Eleventh Dynasty Temple at Deir El Bahari, Société d'exploration de l'Égypte, décembre 1910  (ISBN 0901212520)
- Somers Clarke et Reginald Engelbach, Ancient Egyptian Masonery : The Building Craft, Oxford University Press, 1930 ;
- (en) Somers Clarke et Reginald Engelbach, Ancient Egyptian Construction and Architecture, New York, Dover Publications, 1990, 242 p. (ISBN 978-0-486-26485-1, LCCN 90042547, lire en ligne)réimpression du précédent avec un nouveau titre.
- Somers Clarke et Reginald Engelbach, Ancient Egyptian Masonery: The Building Craft, éditeur : Book Tree, octobre 1999,  (ISBN 158509059X)